# Рекс, Роберт
Роберт Ричмонд Рекс (англ. Robert Richmond Rex; 25 января 1909—12 декабря 1992) — новозеландский и ниуэанский политик, премьер Ниуэ (1974-1992).

## Личная жизнь и семья
Рекс родился у родителей Лесли Лукас Ричмонд-Рекс и Фисимономото Туфаина в Авателе, деревне на юге Ниуэ. Позже он поселился в Алофи столице Ниуэ, куда перебрался с женой, из деревни Тугатагалола.
Внучатый племянник — выдающийся новозеландский регбист Фрэнк Банс.

## Политическая карьера
Рекс стал премьер-министром Ниуэ, после обретения самостоятельности Ниуэ, 19 октября 1974 года, и занимал этот пост вплоть до своей смерти в 1992 году, Его сменил на посту Вивиан Янг, который занимал его пост до всеобщих выборов в следующем году, в результате которых был избран Фрэнк Луи. Прослужив 18 лет в правительстве, он занимал данную должность самый длительный период из всех его преемников, а также, старейший глава правительства тихоокеанского государства.
Несмотря на то, что Рекс был противником партийной системы, его поддерживала Народная партия Ниуэ после её создания в 1987 году. В течение почти двух десятилетий работы в правительстве, Рекс сменил практически все портфели министров правительства. В его кабинет министров вошли видные деятели Ниуэ, такие как Вивиан Янг и Фрэнк Луи, впоследствии ставшие премьер-министрами Ниуэ.

## Награды
В 1973, Рекс стал офицером ордена Британской империи, за заслуги перед народом Ниуэ. В 1977 он стал компаньоном ордена Святого Михаила и Святого Георгия.
Рекс был первым ниуэанцем, который удостоился получить рыцарское звание, он стал кавалером ордена Британской империи в 1984 с отличием.